# Jordi Murphy
Jordi Murphy (Barcellona, 22 aprile 1991) è un rugbista a 15 irlandese, terza linea ala del Ulster.

## Biografia
Nato a Barcellona (Spagna), dove i suoi genitori, dublinesi, risiedevano all'epoca, Murphy deve il suo nome alle infermiere dell'ospedale dove nacque: essendo infatti venuto alla luce nella notte del 22 aprile, esse suggerirono di dargli il nome di Jordi, equivalente in lingua catalana di Giorgio, santo patrono della Catalogna la cui ricorrenza sarebbe caduta di lì a poche ore, il giorno dopo.
Nei 9 anni trascorsi a Barcellona Jordi Murphy imparò, oltre al catalano e l'inglese, anche lo spagnolo.
In Spagna, da giovane tifoso del Barcellona, iniziò a praticare il calcio ma, tornato a Dublino con la famiglia, Murphy passò al rugby e nel 2006 divenne campione scolastico della provincia di Leinster.
Entrato nelle giovanili del Leinster direttamente dal Blackrock College, esordì in Pro12 nel 2011 e già un anno più tardi si laureò campione celtico; nel corso del Sei Nazioni 2014 debuttò per l'Irlanda nella partita contro l'Inghilterra a Twickenham subentrando dalla panchina al posto di Jamie Heaslip.
L'anno successivo vinse il Sei Nazioni con l'Irlanda e più avanti fu incluso nella rosa che prese parte alla Coppa del Mondo di rugby 2015 in Inghilterra.

## Palmarès
- Pro14: 3
Leinster: 2012-13, 2013-14, 2017-18
- Champions Cup: 1
Leinster: 2017-18
- British and Irish Cup: 1
Leinster: 2012-13